# 日本の漫画家
日本の漫画家（にほんのまんがか）では、日本における漫画家について解説する。

## 概要
「漫画家」は、漫画作品を作る。脚本のみを作る者は「漫画原作者」。脚本と作画の両方を作る者も作画のみを作る者も「漫画家」である。ただしアマチュアが増加している事を考慮すると、漫画の作家全般と捉える事もできる。漫画風のイラストの需要が高いため、イラストレーターを兼ねている場合があり、明確な区別は難しい。
画家でも脚本家でも小説家でも書道家でも、創作活動に対して対価を受け取る者は「先生」と呼ばれるのが一般的である。漫画家も例外ではなく、商業誌（大小や種類を問わず）でデビューした漫画家は、「先生」の敬称を付けられる。
メディアへの露出に関しては、様々である。いしいひさいちのようにメディア露出を避ける漫画家がいる一方、江川達也、蛭子能収、やくみつるのように積極的にテレビ出演する漫画家もいる。さくらももこ、尾田栄一郎のようにメディアにしばしば登場し私生活を明らかにしながらも、素顔を出すことを拒む者もいる。また、雑誌や単行本での顔写真の公開・非公開についても、人により様々である。
また、CLAMPを始めとした共有筆名（ペンネーム）で活動する漫画家の集団もいる。この場合、作画を行わない者（単独であれば「漫画原作者」とされる者）が含まれていても「漫画家」の集団と見做される。

## アシスタントとスタジオ
漫画家の中にはアシスタントを雇う者も存在する。アシスタントが担う作業の内容や量は、雇用主となる漫画家によって大きく異なる。一般には、ストーリー構成・下書き・主要人物のペン入れまでは漫画家自身が担当し、群衆や背景の描写・ベタ塗り・消しゴムかけ・スクリーントーンを貼る、集中線などの画面効果を入れるといった、高度な作画技術を要しない作業や絵柄の個性が重視されない手間のかかる作業はアシスタントに任せる場合が多い。また雇用主となる漫画家によっては、アシスタントにストーリー構成やスケジュール管理、食事の用意など作画以外の作業に従事させる事例もある。
漫画家がアシスタントを雇う背景には、漫画の主な発表媒体が貸本から月刊雑誌そして週刊雑誌と幅広くなるに従い、主に週刊誌などで漫画を一人で完成させることが時間的に難しくなったことがある。漫画家とアシスタントは雇用関係にあるため、また絵柄を安定させるため、専属化している事例が多いが、専属のアシスタントを雇わず知人や駆け出しの漫画家にアシスタントを依頼する者も少なくない。アシスタントの給料は雇っている漫画家が支払うため、人件費を捻出できない漫画家は自然と全てを一人で製作せざるを得ず、収入に乏しい漫画家の中にはアシスタントへの給料を支払うために原稿料の前借や借金、個人資産の売却などを行う者もいる。なお最近では、パソコンを使用した漫画制作のデジタル化の影響から全ての作画を一人でこなす漫画家の比率が増えてきている。これは、アシスタントに任せる手間のかかる作業がデジタル化により短時間で容易にできるようになったためである。また、アシスタントを雇う費用の削減にもなる。アシスタントの中にはデジタル作業を主体（あるいは専門）とする者もおり、彼らは特に「デジアシ」と呼ばれる。
漫画家の多くはプロデビュー前に専属アシスタントを経験しており、アシスタントからプロデビューした際にも、作風・技法について従事していた作家の影響を受けていることが多く、基本的には師弟関係が成り立っている（小畑健→和月伸宏→尾田栄一郎・武井宏之など）。ただし全てのプロ漫画家がアシスタントを経験しているわけではなく、アシスタントを経験せず投稿などから直接プロデビューした者もいる（北条司、吾峠呼世晴など）。
アメリカや香港などでは、漫画の制作は全てを分担して作業していて役職名も細かく表示される。日本でも、単行本になった際に「スタッフ」などといった表記で紹介されることがある（専用のクレジット表示欄などはなく、あくまで漫画家の任意によるもの）。日本ではアシスタントの地位が低く、漫画家として独立しない限りはメジャーにはなれない存在である（もちろん、アメリカンコミックで作画の補助を行うアシスタント達がメジャーな存在かは疑問ではあるが、日本の場合ストーリー制作やプロダクションのマネジメントにまで関わるチーフアシスタントですら基本的に日陰の存在である）。
スタジオとして漫画を制作していることを公にしている漫画家にさいとう・たかを、本宮ひろ志などがいる。売れっ子となった際に所得税対策（節税）により漫画家活動を法人化する作家も多い（一部は作者クレジットや著作権利表記にスタジオ名が併記されている）。又、話作りだけを担当する漫画専門の原作者（漫画原作者）も少なくない。
なお少数ながら、主体となる漫画家に公認された二次作品が、スタジオや（元）アシスタント名義で発表される事例も見られる（『名探偵コナン』『金田一少年の事件簿』、直接の師弟関係ではないが『半妖の夜叉姫』、作者没後にも関連作品が発表されている『ドラえもん』『新ナニワ金融道』など）。稀な例ではあるが、作者没後に生前の構想に基づいてスタジオや（元）アシスタントによって完結まで作品が描かれた『サイボーグ009』『ベルセルク』と言った例もある。
共同筆名とスタジオは明確に区別されるが、両者を区別する基準は特に存在しない。ただし多くの場合、共同筆名は「漫画製作の主体者」として互いが対等な関係であり、プロデビュー前から共同で漫画製作を行っている、スタジオは「漫画製作を補助する集団」として主体者と主従関係にあり、プロデビュー後に漫画製作に加わる、と言った傾向が見られる。
また作品の内容によっては、共同筆名でもアシスタントでもスタジオでもない、作画や設定、考証等の「協力者」が外部から付く場合もある（軍事考証が付いた『ヨルムンガンド』、医療監修が付いた『はたらく細胞』、ネーム担当者が付いたコミカライズ版『ロード・エルメロイII世の事件簿』など）。これは主体者となる漫画家が、作品に必要な全ての知識を網羅・検証できず、それを補完する必要があるためであり、漫画製作の主体者に準ずる存在として位置づけられる。連載作品の場合、連載途中から協力者が付く事例も見られる。

## 収入
売れなければ収入にならないと思われがちだが、出版物は基本的に刷られた時点で印税（価格の5% - 15%）が発生する。逆に言えば､在庫が少しずつ売れていても増刷がかからなければ全く作家の収入にはならない。
収入の差が極めて大きい。稼ぎの少ない漫画家ではアシスタント代を払うことすら困難な場合もあり、借金生活を余儀なくされている者もいる。その一方で、作品が大ヒットした漫画家は、作品のアニメ化やキャラクターグッズ化などのメディアミックス化も相俟って、年収十億円を超える事すらある。収入の多い漫画家のアシスタントが数千万円を超える年収を得ていることもあるが、こういった例はごく僅かである。
売れない作家の収入が低いのはあらゆる表現媒体に共通しているが、漫画家においては、売れっ子の収入が極めて高くメディア等で取り上げられる機会も多いため、売れない者の収入の低さがより際立つようである。人気の浮き沈みが激しくかつてヒットを飛ばした漫画家が廃業し別の業界に転職したり、アシスタント専業として生計を立てていたりと安定した職業とは言いがたい現状にある。
ただし、日本の「漫画産業」は、作家の資質・関心が現在の時流にミスマッチである場合を除き、一定水準の才能を持つものが地道に努力すれば充分に生活が成り立つだけの裾野を持っていることも事実である。コンピュータゲーム・広告・一般書籍・情報誌などにおいて、漫画や漫画調のイラストレーションなどのコンテンツの需要は大きくなっており、こうした媒体がヒット作のない漫画家や漫画家志望者の収入源となっている側面が無視できない。近年は商業漫画誌に執筆しつつ同人作家を兼業している者も多く、作家によっては同人誌からの収入の方が商業誌からの収入より多い場合もある｡

## 社会との関係

### 社会貢献活動
以前から一部の漫画家は慈善活動等を行ってきたが、東日本大震災の発生を受けて大勢の被災者を支援するために出版社の枠を超えて共同で東日本大震災チャリティ同人誌「pray for Japan」に多くの志ある漫画家が執筆した。赤い羽根共同募金に協力する漫画家もいる。

## ゆかりの深い地域
ここでは、過去と現在の別なく、日本の漫画家と特筆性の高い関係が見られる地域について記載した。
まずは、施設および地域と、イベント開催地に大別し、前者は「その件に関する最初の由来が生じた時期」を基準に時系列で記載した。

### 施設と地域

#### 1950年代
- 水木荘[3]

兵庫県神戸市兵庫区水木通2-2-22に所在した借家（木造2階建アパート）であり、1949年（昭和24年）に武良茂（水木しげる）が格安で購入して大家をしていたが、ここを揺籃の地として、作家「水木しげる」が、まずは紙芝居作家として1950年（昭和25年）に誕生した。1953年（昭和28年）、経営に行き詰まって大家業から手を引き、水木荘を売却。紆余曲折ののち、貸本漫画家を経て、漫画家・水木しげるに繋がった。その後は、『鬼太郎夜話』を代表作に、高学歴インテリ集団であったトキワ荘の面々とは一線を画す、ガロ系の漫画家集団における2本柱の1本になっていった。もう1本の柱は『カムイ伝』の白土三平である。cf. 「水木しげる#紙芝居時代」
- トキワ荘

東京都豊島区に所在した借家（木造2階建アパート）。巨匠・手塚治虫が1953年（昭和28年）初頭に住み始めたのを機に、出版社「学童社」が、藤子不二雄、石ノ森章太郎、赤塚不二夫等々、自社の雑誌に連載を持つ新進気鋭の漫画家の多くを同所の住人にしていったことで、トキワ荘は日本を代表する漫画家たちの一大拠点になった。1982年（昭和57年）に解体されている。
- トキワ荘マンガミュージアム

東京都豊島区に所在する。トキワ荘と同所にゆかりある漫画家をテーマとした博物館。2020年（令和2年）開館。

#### 1960年代
- さいたま市立漫画会館

埼玉県さいたま市に所在。「日本の近代漫画の先駆者」「日本初の職業漫画家」とされる漫画家・北澤楽天の晩年の居宅跡にて、1966年（昭和41年）に開館した。

#### 1970年代
- 大泉サロン

東京都練馬区南大泉に所在した借家にて、竹宮惠子が萩尾望都を誘い、1970年（昭和45年）から1972年（昭和47年）にかけて同居した。それにより、日本の少女漫画界における「花の24年組」を呼ばれる気鋭の漫画家たちが二人を慕って集う場所になった。「大泉サロン」という名は竹宮たちによる愛称である。トキワ荘が手塚治虫という不世出の天才を“引力”の中心として成立していたのと同じように、大泉サロンは、「女手塚」と呼ばれた鬼才で、やがては「少女漫画の神様」と呼ばれることになる、萩尾望都が中核を為していた。

#### 1980年代
- 長谷川町子美術館

東京都世田谷区に所在。1985年（昭和60年）開館。漫画家・長谷川町子と姉の画家・長谷川毬子をテーマとした個人美術館。2020年（令和2年）に分館の長谷川町子記念館が開館し、町子の作品に関する展示は記念館に移館された。

#### 1990年代
- 水木しげるロード

鳥取県境港市に所在する観光対応型商店街。1993年（平成5年）オープン。境港出身の水木しげるとその漫画キャラクターをテーマにしている。
- 水木しげる記念館 - 鳥取県境港市に所在。2003年（平成15年）開館。

- 宝塚市立手塚治虫記念館 - 兵庫県宝塚市に所在。1994年（平成6年）開館。手塚治虫のマンガ・アニメミュージアム。
- 横手市増田まんが美術館

秋田県横手市増田町（旧・増田町）に所在。1995年（平成7年）開館。旧増田町出身の漫画家・矢口高雄のマンガ・アニメミュージアム。
- 香美市立やなせたかし記念館

高知県香美市（旧・香北町）に所在。1996年（平成8年）開館。やなせたかしのマンガ・アニメミュージアム。
- 広島市まんが図書館 - 広島県広島市に所在。1997年（平成9年）開館。
- 田河水泡・のらくろ館 - 東京都江東区に所在。1999年（平成11年）開館。田河水泡のマンガ・アニメミュージアム。

#### 2000年代
- 石ノ森萬画館

宮城県石巻市に所在。2001年（平成13年）開館。石巻市と縁の深い石ノ森章太郎（出身は現・登米市）のマンガ・アニメミュージアム。なお、同市に属する田代島にはアウトドア施設「マンガアイランド」もある。
- 青梅赤塚不二夫会館

東京都青梅市に所在した。2003年（平成15年）開館、2020年（令和2年）閉館。赤塚不二夫のマンガ・アニメミュージアム。

#### 2010年代
- 藤子・F・不二雄ミュージアム

神奈川県川崎市に所在。2011年（平成23年）開館。藤子・F・不二雄のマンガ・アニメミュージアム。

### イベント開催地
- 高知市 - 1992年（平成4年）より毎年8月にまんが甲子園が開催されている。
- 東京都およびいわき市

1996年（平成8年）にマンガサミット（現・国際マンガサミット）の第1回大会が開催された。その後の開催地は、日本国内と世界各国の都市の持ち回りになっていった。開催地域が拡大していくに連れ、大会名の冠称も、無印から「東アジア」へ、さらに「アジア」へ、そして「世界」へと範囲を拡大していき、最終的には「国際」に落ち着いた。
- 新潟市 - にいがたマンガ大賞が1998年（平成10年）から毎年開催されている。冬に絵を描く「こたつ文化」があるといわれる[7]。
- 川崎市 - 韓国でマンガ特区に指定されている富川市と姉妹都市関係。漫画家を招待しての交流を行う。まんが寺という寺がある。